# Janne Lahtela
Janne Lahtela, né le 28 février 1974 à Kemijärvi, est un skieur acrobatique finlandais, spécialisé dans la discipline du freestyle. Il a notamment remporté la médaille d'argent olympique de la discipline lors des Jeux olympiques de 1998 à Nagano au Japon. Quatre ans plus tard il devient champion olympique lors des Jeux de Salt Lake City en 2002. Il a également participé aux Jeux olympiques d'hiver de 2006 et remporté le titre mondial en 1999.

## Palmarès

### Jeux olympiques d'hiver
- Médaillé d'argent olympique lors des Jeux olympiques d'hiver de 1998 à Nagano ( Japon)
- Champion olympique lors des Jeux olympiques d'hiver de 2002 à Salt Lake City ( États-Unis)

### Championnats du monde
- Champion du monde lors du Championnats du monde 1999 à Hasliberg ( Suisse)
- Vice-champion du monde lors du Championnats du monde 1999 à Hasliberg ( Suisse)

### Coupe du monde
- 1 gros globe de cristal :
  - Vainqueur du classement général en 2000.
- 5 petit globe de cristal :
  - Vainqueur du classement bosses parallèle en 2000 et 2003.
  - Vainqueur du classement bosses en 1999, 2000 et 2004.
- 46 podiums dont 25 victoires